# Cleveland (Oklahoma)
Cleveland è un comune degli Stati Uniti d'America, situato in Oklahoma, nella contea di Pawnee.